# Store Gud, som tusen världar
Store Gud, som tusen världar är en kristen psalm. Texten är skriven av Samuel Ödmann.

## Publicerad i
- 1819 års psalmbok, som nummer 30 under rubriken "Skapelsen och försynen: I allmänhet".